# Гадебуа, Грегори
Грегори Гадебуа (фр. Grégory Gadebois; род. 24 июля 1976, Грюше-ле-Валас, Франция) — французский актёр.

## Биография
Гадебуа впервые начал сниматься в конце 1990-х годов, с 2000 по 2003 год был студентом Консерватории Руана, затем учился в драматическом классе Катрин Ижель и Доминика Валади в Высшей национальной консерватории драматического искусства, которую он закончил с дипломом.
После обучения Гадебуа играл в театрах, таких как Комеди Франсез, где он работал с февраля 2006 года до 2011 года. Среди его наиболее важных ролей была в 2006 году в постановке Сирано де Бержерака режиссера Дени Подалиде.
Гадебуа уже в 2002 году снялся в фильме «Шиньон Ольги» сыграв небольшую роль. Первоначально он был присутствовал в кино и на телевидении на вспомогательных ролях. В 2010 году впервые сыграл главную роль в фильме Аликс Делапорте «Анжель и Тони». За роль в этом фильме Гадебуа выиграл премию Сезар в 2012 году, как лучший молодой актер. В 2013 году за свою роль в фильме «Один в своем роде»  был в 2014 году номинирован на премию «Сезар» за лучшую мужскую роль.